# Абатство Лефе
Абатство Лефе (на френски: Abbaye de Leffe, официално наименование: „L’Abbaye Notre-Dame de Leffe“) е норбертинско абатство, разположено на брега на река Маас, в гр.Динан, в провинция Намюр, Южна Белгия. Името си получава по името на селището Лефе, което днес е квартал на гр.Динан.

## История
Абатство Лефе е основано през 1152 г. до гр.Динан, в южнобелгийската провинция Намюр на брега на река Маас. Първоначално общността е приорат, а от 1200 г. е с ранг на абатство. През следващите столетия абатството често е подлагано на нападения, ограбване и разрушения. През 1460 г. абатството е почти напълно разрушено от силно наводнение, а скоро след възстановяването му, през 1466 г. е завзето, разграбено и опожарено от войските на бургундския херцог Карл Смели.
По време на Френската революция Динан е завзет от френски революционни войски. Всички имоти на църквата и нейните ордени и манастири, са конфискувани, и през 1796 г. монасите са принудени да напуснат абатството. Имотите са продадени на търг и неколкократно сменят своите собственици.
През 1929 г. абатство Тонгерло е частично разрушено от пожар и част от неговите монаси намират убежище в абатство Лефе и възстановяват монашеския живот.
Днес Абатство Лефе е действащ мъжки католически манастир – част от Норбертинския орден.

## БираЛефе
Първите писмени източници за варене на бира в абатската пивоварна датират от 1240 г. През 1735 г. голяма част от абатската пивоварна е разрушена от унгарски хусари, разквартировани в манастира и неговите околности. След 1796 г. пивоварството на територията на манастира постепенно запада и през 1809 г. е напълно преустановено.
През 1952 г. монасите решават за възобновят пивоварството, за да финансират възстановяването и издръжката на абатството. Първата кафява бира Leffe от началото на XIX век е сварена през 1952 г. със съдействието на пивоварната „Brasserie Lootvoet“ в Overijse и веднага печели голяма популярност и много ценители.
През 1977 г. производството се поема от пивоварната „Brasserie Artois“ и се премества от Overijse на Mont-Saint-Guibert. През 1987 г. „Artois Breweries“ се слива с „Piedboeuf“ и се създава компанията „Brasserie Interbrew“. През 2004 г. „Interbrew“ се обединява с бразилската компания „AmBev“, като обеденината компания е наречена „InBev“. През 2008 г. „InBev“ се слива с американската компания „Anheuser-Busch“, в резултат на което се формира най-големия производител на бира в света „Anheuser-Busch InBev“. Leffe е една от международните търговски марки на този пивоварен гигант. Бирата Leffe се произвежда в пивоварната „Stella Artois“ в белгийския град Льовен и се продава в повече от 60 страни по света, вкл. и в България.
Leffe става една от първите марки абатска бира, производството на която е поверено на голяма пивоварна компания. Абатство Лефе получава парични отчисления за използване на търговската марка и наименованието Leffe. Бирата е сертифицирана от Съюза на белгийските пивовари като „призната белгийска абатска бира“ (Erkend Belgisch Abdijbier) и може да носи лого, изобразяващо стилизирана чаша с кафява бира, вписана в готически прозорец-арка.